# Matteo Vanetta
Matteo Vanetta est un footballeur suisse né le 6 août 1978.

## Carrière
- de 1995 à 1997 : FC Lugano
- de 1997 à 1999 : FC Sion
- de 1999 à 2001, puis de 2002 à 2003 : Servette FC
- de 2001 à 2002 : Étoile Carouge FC
- de 2003 à 2005 :  FC Aarau
- de 2005 à 2007 : FC Chiasso
- de 2007 à 2012 entraîneur juniors AC Bellinzone et Federazione Ticinese di Calcio U14
- dès 2015 entraîneur juniors M-18 au Servette FC

- à partir de 2018 entraineur adjoint au BSC Young Boys